# La Democracia (paroisse civile)
Pour les articles homonymes, voir La Democracia.
La Democracia est l'une des trois paroisses civiles de la municipalité de Lander dans l'État de Miranda au Venezuela. Sa capitale est La Democracia. En 2011, sa population s'élève à 2 044 habitants.

## Géographie

### Démographie
Hormis sa capitale La Democracia, la paroisse civile possède plusieurs localités :
- Cenicero
- La Aguadita
- La Democracia
- Los Confines
- Los Plátanos
- Los Vegotes
- Quiripital
- San Vicente